# Barbarians - Roma sotto attacco
Barbarians - Roma sotto attacco (Barbarians Rising) è un docu-drama televisivo statunitense in quattro puntate del 2016. È trasmesso da ottobre 2017 su Alpha per la prima visione free, canale sempre edito da Deagostini.
Il programma narra le vicende di vari leader "ribelli" ai tempi dell'Impero romano con ricostruzioni cinematografiche intervallate da animazioni grafiche e commenti di esperti.

## Puntate
| n° | Titolo originale | Titolo italiano               | Prima TV USA   | Prima TV Italia |
| -- | ---------------- | ----------------------------- | -------------- | --------------- |
| 1  | Resistance       | Annibale e Viriato            | 6 giugno 2016  | 5 luglio 2016   |
| 2  | Rebellion        | Spartaco e Arminio            | 13 giugno 2016 | 12 luglio 2016  |
| 3  | Revenge          | Arminio, Boudicca e Fritigern | 20 giugno 2016 | 19 luglio 2016  |
| 4  | Ruin             | Alarico, Attila e Genserico   | 27 giugno 2016 | 26 luglio 2016  |

## Cast
Il cast utilizzato per le ricostruzioni narrate comprende:
- Annibale, interpretato da Nicholas Pinnock
- Viriato, interpretato da Jefferson Hall
- Spartaco, interpretato da Ben Batt
- Arminio, interpretato da Tom Hopper
- Budicca, interpretato da Kirsty Mitchell
- Fritigerno, interpretato da Steven Waddington
- Alarico I, interpretato da Gavin Drea
- Attila, interpretato da Emil Hostina
- Genserico, interpretato da Richard Brake
- Varo, interpretato da Ian Beattie
- Augusto, interpretato da Steven Berkoff
- Igolumero, interpretato da Fintan McKeown
- Flavus, interpretato da Richard Riddell
- Valentiniano III, interpretato da Alexander Vlahos